# Ulica Wajdeloty w Gdańsku
Ulica Wajdeloty – ulica w Gdańsku, w najstarszej części Wrzeszcza Dolnego z zachowaną obustronną zabudową z końca XIX wieku. W ciągu ulicy znajdują się mieszczańskie, eklektyczne kamienice. Przy ulicy znajduje się również dworek (dwór Kuźniczki) z czasów przednapoleońskich, jeden z najstarszych budynków Wrzeszcza.

## Przebieg i funkcje ulicy

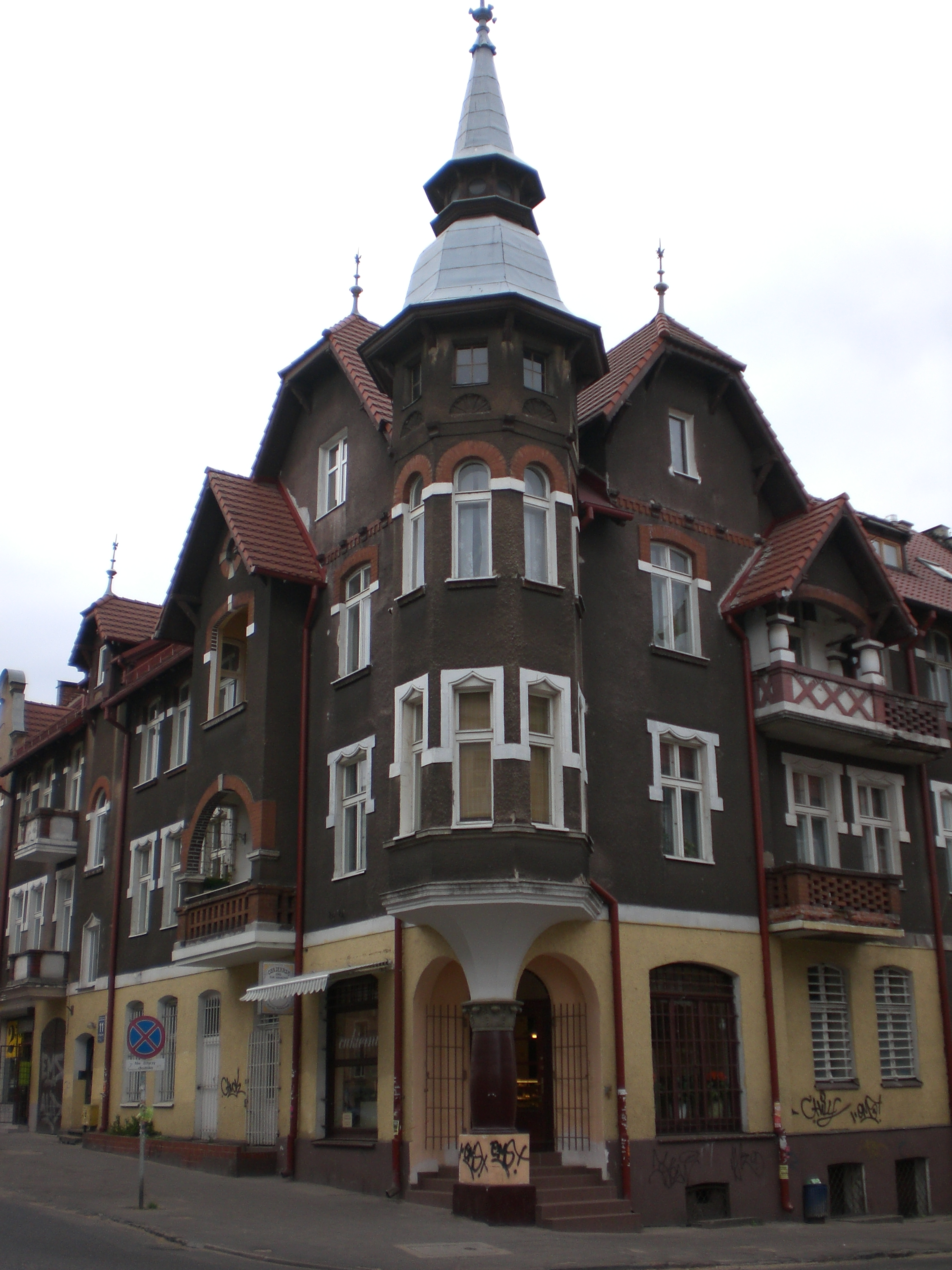
Historyczna zabudowa

Ulica Wajdeloty bierze swój początek po północnej stronie dworca kolejowego Gdańsk Wrzeszcz, w bezpośrednim sąsiedztwie Parku Kuźniczki i starego browaru. Koniec ulicy to skrzyżowanie w formie ronda (z ulicami Aldony i Danusi) z charakterystyczną półkolistą zabudową.
W roku 2006 zorganizowano po raz pierwszy „Święto Ulicy Wajdeloty” z udziałem Andrzeja Januszajtisa i Jerzego Sampa. W ramach święta ulicy w parku Kuźniczki Integracyjny Klub Artystyczny Winda zorganizował I Plener Rzeźby „Kuźniczki”.
W l. 2013-2014 przeprowadzono rewitalizację ulicy Wajdeloty, w ramach której udostępniono dla pieszych większą niż do tej pory część powierzchni ulicy. Umożliwiono w ten sposób rozwój placówek gastronomicznych, dla potrzeb których od 11 do 14 czerwca 2020 ulicę wyłączono z ruchu całkowicie.
W 2015 roku ze względu na zły stan techniczny zamknięto znajdujący się przy ulicy basen „Start”.
W 2021 dokonano pogwarancyjnych napraw nawierzchni ulicy, co wynikało z błędów wykonawcy remontu w 2014.